# Pistolet Walther P38K
Walther P38 Kurz (P38K) – niemiecki kompaktowy pistolet samopowtarzalny kalibru 9 x 19 mm Parabellum.

## Historia konstrukcji
Po zamachu na izraelskich sportowców w trakcie Igrzysk w Monachium w 1972 roku w Niemieckiej Republice Federalnej utworzono policyjne oddziały antyterrorystyczne (SEK – Sondereinsatzkommando).
Podstawowym uzbrojeniem komandosów SEK miał być pistolet maszynowy MP5, ale dodatkowo mieli być oni uzbrojeni w pistolety samopowtarzalne. Ponieważ pistolet samopowtarzalny miały być bronią pomocniczą, używana wyjątkowo (np. w przypadku zacięcia MP5) miała to być broń o małych wymiarach, ale jednocześnie strzelająca skutecznym nabojem. Początkowo planowano uzbrojenie komandosów policyjnych w pistolety Walther PP Super kalibru 9 x 18 mm RB Ultra, ale ostatecznie zdecydowano, że zarówno pistolet maszynowy jak i samopowtarzalny policjantów powinien strzelać tym samym nabojem: 9 × 19 mm Parabellum.
Nabojem tym strzelał sprawdzony Walther P38, ale był to typowy pistolet wojskowy, o zdecydowanie za dużych wymiarach. W czasie drugiej wojny światowej produkowano co prawda skrócone, kompaktowe wersje tego pistoletu, ale nie zachowała się dokumentacja techniczna tej wersji dlatego prace rozpoczynano praktycznie od zera.
Prace nad nowym pistoletem prowadzono pomiędzy październikiem 1972 a majem 1973 roku. Ich efektem był pistolet oznaczony początkowo jako P38/III. Choć początkowo planowano opracowanie skróconej wersji P38 to nowy pistolet miał na tyle odmiennie zbudowany zamek że można go uznać za odrębną konstrukcję.
Nowy zamek był wykonywany odmienną technologią wykonania. O ile w P38 mechanizmy wewnętrzne były montowane w zamku przez zamykane sprężynującą blaszaną, pokrywką wycięcie w górnej części zamka o tyle w P38K wszystkie mechanizmy były montowane od tyłu (przez wycięcie na kurek) i od dołu. Zmienił się także rodzaj bezpiecznika. Dźwignia na zamku służyła wyłącznie do zwalniania napiętego kurka, a P38K nie posiadał zewnętrznego bezpiecznika nastawnego. Jego zadania przejęły automatyczne bezpieczniki wewnętrzne wyłączane podczas ściągania spustu.
Produkcję nowego pistoletu jako P38K rozpoczęto w kwietniu 1974 roku i trwała ona do 1978 roku kiedy zastąpił go P5. Zamek pistoletu P38K stał się także podstawą do opracowania zamka pistoletu P4.

## Opis techniczny
Pistolet P38K działał na zasadzie krótkiego odrzutu lufy. Ryglowany za pomocą niesymetrycznego wahliwego rygla o pionowym ruchu umieszczonego pod lufą. Zasilany jest z jednorzędowego magazynka pudełkowego o pojemności 8 nabojów. Mechanizm uderzeniowy kurkowy z kurkiem obrotowym odkrytym. Mechanizm spustowy z samonapinaniem. Rolę wskaźnika obecności naboju w lufie pełni pazur wyciągu. Na zamku znajduje się dźwignia służąca do zwalniania kurka bez strzału. P38K nie posiadał bezpiecznika zewnętrznego, wewnętrzne bezpieczniki samoczynne, uniemożliwiają oddanie strzału przy niecałkowitym zaryglowaniu przewodu lufy, a także blokują iglice zapobiegając przypadkowym strzałom. Celownik stały.